# ペ・ジヒョン
ペ・ジヒョン（ハングル表記：배지현、1987年1月22日 - ）は、大韓民国のアナウンサー。2009年に第18回スーパーモデル選抜大会でレックス(렉스, Rex)賞を受賞した。西江大学校の英語英文学科を卒業した。MBCスポーツプラスでアナウンサーを務めた。2013年12月までSBS ESPNのアナウンサーを務めた。SBSスポーツの『ベースボールS』の司会進行を務めた。2018年1月にプロ野球選手の柳賢振と結婚した。結婚式は司会をユ・ジェソクが務め、オ・ジホやジョン・ヨンファ他の芸能人が列席した。